# Televisão Independente
Televisão Independente, anche nota con l'acronimo TVI e inizialmente nota come 4, è un canale televisivo privato portoghese, solitamente tarato sul tasto 4 del telecomando.

## Storia
(Slogan del canale)
Ha infatti iniziato le sue trasmissione col nome 4 il 20 febbraio 1993, 4 mesi dopo la nascita dell'altro canale privato SIC.
Inizialmente la presenza di aziende e associazioni vicine al Cattolicesimo ha dato alla programmazione degli inizi una forte impronta cristiana, e in generale il canale sul fronte ascolti superava appena il secondo canale RTP. Per alcuni mesi ha trasmesso alcuni programmi in PALplus.
Dal 1999, con l'acquisto da parte della portoghese Media Capital, TVI ha cominciato a produrre programmi in proprio, pur continuando anche a comprare format e serie estere, ed in pochi anni è diventata la tv più vista del Portogallo. Nel contempo però ha ricevuto molte critiche per alcuni suoi programmi, tra cui la seguita serie "Morangos com açucar", accusata di dare una visione distorta della gioventù lusitana.
Dal 2009 nascono dei canali tematici, tutti a pagamento e in HD: TVI24 (all-news), TVI Ficção (fiction e serie tv), TVI Reality (intrattenimento).
A luglio 2017 Altice (proprietaria di Portugal Telecom) annuncia di voler acquistare Media Capital, proprietaria degli asset TVI, dal gruppo Prisa, ma vi rinuncia un anno dopo per motivi antitrust. Nella primavera 2020 è invece l'editore Cofina, dopo aver firmato un preaccordo di acquisto, a desistere; soli in autunno Prisa venderà gli asset a vari investitori.

## Programmazione
|       | Lunedì                                     | Martedì                                    | Mercoledì                                  | Giovedì                                    | Venerdì                                    |
| ----- | ------------------------------------------ | ------------------------------------------ | ------------------------------------------ | ------------------------------------------ | ------------------------------------------ |
| 05.00 | TV Shop - televendite                      | TV Shop - televendite                      | TV Shop - televendite                      | TV Shop - televendite                      | TV Shop - televendite                      |
| 06.30 | Diário da Manhã - news                     | Diário da Manhã - news                     | Diário da Manhã - news                     | Diário da Manhã - news                     | Diário da Manhã - news                     |
| 10.15 | Você na TV - talk show                     | Você na TV - talk show                     | Você na TV - talk show                     | Você na TV - talk show                     | Você na TV - talk show                     |
| 13.00 | Jornal da Uma - telegiornale               | Jornal da Uma - telegiornale               | Jornal da Uma - telegiornale               | Jornal da Uma - telegiornale               | Jornal da Uma - telegiornale               |
| 14.40 | Mundo Meu - telenovela                     | Mundo Meu - telenovela                     | Mundo Meu - telenovela                     | Mundo Meu - telenovela                     | Mundo Meu - telenovela                     |
| 16.00 | A Tarde é Sua - talk show                  | A Tarde é Sua - talk show                  | A Tarde é Sua - talk show                  | A Tarde é Sua - talk show                  | A Tarde é Sua - talk show                  |
| 18.10 | ---------- - telenovela autoprodotta       | ---------- - telenovela autoprodotta       | ---------- - telenovela autoprodotta       | ---------- - telenovela autoprodotta       | ---------- - telenovela autoprodotta       |
| 19.10 | Diário da Quinta - telenovela autoprodotta | Diário da Quinta - telenovela autoprodotta | Diário da Quinta - telenovela autoprodotta | Diário da Quinta - telenovela autoprodotta | Diário da Quinta - telenovela autoprodotta |
| 20.00 | Jornal das 8 - telegiornale                | Jornal das 8 - telegiornale                | Jornal das 8 - telegiornale                | Jornal das 8 - telegiornale                | Jornal das 8 - telegiornale                |
| 21.40 | A Única Mulher- telenovela autoprodotta    | A Única Mulher- telenovela autoprodotta    | A Única Mulher- telenovela autoprodotta    | A Única Mulher- telenovela autoprodotta    | A Única Mulher- telenovela autoprodotta    |
| 22.30 | Santa Bárbara - telenovela autoprodotta    | Santa Bárbara - telenovela autoprodotta    | Santa Bárbara - telenovela autoprodotta    | Santa Bárbara - telenovela autoprodotta    | Santa Bárbara - telenovela autoprodotta    |
| 23.00 | Segurança Nacional - serie televisiva      | Segurança Nacional - serie televisiva      | Segurança Nacional - serie televisiva      | Segurança Nacional - serie televisiva      | Segurança Nacional - serie televisiva      |